# Daniel Rigby
Daniel Rigby (6 de dezembro de 1982) é um ator e comediante britânico.

## Biografia
Rigby estudou na Cheadle Hulme School e Stockport College. Em seguida, ingressou na Royal Academy of Dramatic Art e iniciou a carreira no Latitude Festival, no qual começou a fazer stand up. Desde então, destacou-se no humor e realizou alguns trabalhos na televisão e no cinema.

## Filmografia
| Ano  | Título             | Papel                |
| ---- | ------------------ | -------------------- |
| 2007 | Lilies             | Billy Moss           |
| 2008 | Spooks: Code 9     | David                |
| 2009 | The Street         | James                |
| 2011 | Ideal              | Hugh                 |
| 2011 | Eric and Ernie     | Eric Morecambe       |
| 2012 | BT                 | Simon                |
| 2013 | Black Mirror       | Jamie Salter / Waldo |
| 2013 | Big School         | Mr. Luke Martin      |
| 2014 | From There to Here | Charlie              |
| 2014 | That Day We Sang   | Mr. Kirkby           |
| 2015 | Undercover         | Dave                 |
| 2015 | Teletubbies        | Narrador             |
| 2016 | Jericho            | Charles Blackwood    |
| 2016 | Flowers            | Donald               |

## Ligações
- Daniel Rigby. no IMDb.